# زكريا الحجاوي
زكريا الحجاوي (4 يونيو 1915 - 7 ديسمبر 1975) هو ملحن ومؤلف وكاتب أغاني مصري، أحد رواد الفن الشعبي المصري، أبرز إنجازاته تقديم التراث الشعبي المصري عبر وسائل الإعلام الحديثة كالصحافة والإذاعة والتلفزيون.

## حياته ونشأته
ولد في مدينة المطرية بالدقهلية وتوفي في 7 ديسمبر 1975 في دولة قطر.

## مسيرته
عمل في الصحف المصرية منذ أوائل الأربعينيات من القرن العشرين، ومن أهم الصحف التي عمل بها المصري والجمهورية.
بعد قيام ثورة يوليو 1952 اتجه زكريا الحجاوي لعمل مسح شامل للقطر المصري لجمع الفنون الشعبية من مصادرها، واكتشف خلال ذلك العديد من المطربين الشعبيين مثل خضرة محمد خضر ومحمد طه ومحمد أبو دراع وإبراهيم خميس وفاطمة سرحان وجمالات شيحا.
قضى الحجاوي آخر سنوات حياته في قطر التي سافر إليها سنة 1971 للعمل كمستشار لوزارة الإعلام القطرية، وهناك أيضاً أسس مركزاً لتجميع الفنون الشعبية، وتوفي بقطر سنة 1975.

## أعماله[7]

### مؤلفاته
- بيجماليون (مسرحية).
- ملك ضد الشعب (مسرحية).
- نهر البنفسج (مجموعة قصص).
- حكاية اليهود
- موسوعة التراث الشعبي (الجزء الأول).
- كما كتب الحجاوي العديد من الدراسات حول الفولكلور المصري نشرت في جريدة المصري ومجلة الرسالة الجديدة.

### أعماله للمسرح والإذاعة والسينما والتلفزيون
- للمسرح: ألف زكريا الحجاوي أوبريت «يا ليل يا عين» وهو أول أوبريت شعبي يصعد إلى خشبة مسرح الأوبرا سنة 1957. كما أسس الحجاوي مسرح المقطم للفن الشعبي.
- للإذاعة: قدم العديد من الأعمال الشعبية الإذاعية من أشهرها «أيوب المصري» و«سعد اليتيم».
- للتلفزيون: مسلسلات سيد درويش وأدهم الشرقاوي.
- للسينما: سيناريو فيلم «أحبك يا حسن».

## جوائز[8][2]
- بعد وفاة الحجاوي كرمته الدولة ومنحت اسمه شهادة تقدير من أكاديمية الفنون،
- غيرت الحكومة المصرية اسم مسرح السامر إلى «مسرح زكريا الحجاوي» و
- منح وسام العلوم والفنون من الطبقة الأولى.